# I’m Gonna Crawl
Az I’m Gonna Crawl az angol Led Zeppelin együttes hetedik dala az 1979-es In Through the Out Door albumukról. Szerzője John Paul Jones basszusgitáros/billentyűs hangszerek, Robert Plant énekes és Jimmy Page gitáros voltak. Stílusa visszatérést jelent a zenekar korai éveit meghatározó hagyományos blues gyökerekhez, ugyanakkor Jones billentyűs hangszerei az album egészéhez hasonlóan itt is hangsúlyos szerepet kapnak. A dal üzenetét Plant az odaadja szerelme minden apró morzsáját sorral részletezi a legegyértelműbb módon.

## Történet
A dal felvételére az In Through the Out Door album rögzítése során került sor az ABBA svédországi Polar stúdiójában 1978 novembere és decembere folyamán. Az I’m Gonna Crawl lett az album záródala, amely nyugodt blues stílusával közel 6 percben vezeti le az albumot. A dal egy billentyűintróval veszi kezdetét, ami Reginald Dixon könnyed tánczenéi mellett a Roxy Music, a Yes vagy David Bowie stílusát is felidézi. Ezt követően belép az egész zenekar, amely egy klasszikus 6/8-os ritmikájú, balladisztikus kíséretet játszik Plant előadásmódja alá. Az énekes mindent beleadva, kirobbanó teljesítményt mutat, amely során az 1960-as évek közepi soul hatásaiból (Wilson Pickett, Otis Redding) éppen úgy merít, mint a rá mindig is komoly befolyást jelentő Janis Joplin megoldásaiból. Az énekesnő előadásmódja korábban is nagy hatással volt Plant énekstílusára, különösen azokban a dalokban amelyekben a blues alapok kapnak hangsúlyos szerepet.
A dalról általában pozitívan nyilatkoznak a kritikusok, amelyben nagy szerepe van Jimmy Page gitárszólójának is. Az itt hallható előadása az album legkiegyensúlyozottabb és legjobb szólója, amelynek kifejezőereje Page korábbi lemezeken bemutatott teljesítményeivel is megállja a helyét. Az ének alatti gitárkíséret viszont visszafogott, elmaradnak azok az eltalált gitárszólamok, amelyekkel korábban Plant énekét szokta megtámogatni. Helyette Jones monoton billentyűs hangszerei kerülnek központi szerepbe. A dalt záró tetőpont előtt John Bonham növeli a szám feszültségét, néhány hatásos és kifejező dobképlettel, a keverés miatt viszont nem szólnak olyan tisztán, mint a korábbi stúdiófelvételeiken.  Keith Shadwick az együttes történetét bemutató Led Zeppelin The Story of a band and their music, 1968-1980 című könyv szerzője úgy jellemezte a dalt, mint „egy újabb nagy lehetőségeket magában rejtő, de elszalasztott alkalom, aminek  jót tenne egy újrakeverés.” Ralph Hulett a Whole Lotta Led/Our Flight With Led Zeppelin könyv egyik szerzője azt írta a dalról, hogy ragyog Plant viharos énekétől és egy kísérteties melódiától, amely magával ragadó blues, és nagyszerű lezárása az albumnak. A szerzemény nem tartozik a népszerű dalaik közé, közismert feldolgozása nem ismert, és koncerteken sem adták elő soha.

## Közreműködők
- Jimmy Page – gitár
- Robert Plant – ének
- John Paul Jones – basszusgitár, billentyűs hangszerek
- John Bonham – dob